# Marcel Krasický
Marcel Krasický, křtěný Marcelín (4. září 1898 Kvasice – 3. listopadu 1968 Přerov), byl český malíř, grafik, ilustrátor a pedagog.

## Život
Narodil se v obci Kvasice v rodině malíře Marcelína Krasického a jeho ženy Anny roz. Zbudilové. Měl dva bratry, Josefa (1900–1977), Karla (1905–2003) a sestru Andělu (1890–1943). Rodiče, zejména otec, všechny děti vedl k malířskému umění a všichni jeho synové byli zruční malíři. Jako jediný z bratrů, měl Marcel patřičné vzdělání. Zprvu studoval speciální malířskou školu K.Truppeho v Brně a následně se tamtéž školil soukromě u prof. brněnské techniky Fr.Hlavici. Dále pokračoval opět v Brně ve studiu na škole uměleckých řemesel u prof. Františka V. Süssera. V roce 1921 se Marcel Krasický v Brně oženil s Marií Ratajovou, v manželství se jim narodilo dítě, které však záhy po narození zemřelo. Malíř Krasický zanedlouho ovdověl. Studijní cesty Krasický podnikal po Německu, Itálii a Balkánu a rovněž vyučoval malbu ve Sdružení umělců-samouků v Brně.
V roce 1947 se podruhé oženil s Věrou Hýskovou (1925–2022) a zprvu bydlel v Kvasicích. Po dvou letech se přestěhoval do Přerova, kde se usadil natrvalo. Zpočátku bydlel nedaleko Plumlovské přehrady, ale později získal byt s ateliérem v domě na přerovském Horním náměstí. Zemřel v Přerově roku 1968 na rakovinu plic a pohřben byl na přerovském městském hřbitově. Jeho hrob zdobí reliéf od sochaře B. Jahody.
Marcel Krasický se ve svém díle zaměřil zprvu na figurální a krajinářské motivy, především z Hané. Snažil se ve svých obrazech rovněž zachytit mizející hanácký folklor a rázovité tváře prostých lidí. Po druhé světové válce maloval např. i obrazy s partyzánskou tematikou. Řadu let se přátelil se spisovatelem Jindřichem Spáčilem.
V Přerově na Horním náměstí č.p. 10 se nalézá společná pamětní deska Marcela Krasického a Jiřího Mahena od sochaře Josefa Bajáka. Na obdélníkové desce z červené leštěné žuly jsou dvě kruhové plakety s portréty a mezi nimi je nápis: „V tomto domě žili a tvořili spisovatel Jiří Mahen / 1908–1910 / akad. malíř Marcel Krasický / 1958–1968“

## Výstavy

### Autorské (výběr)
- 1929 – Kroměříž
- 1965 – Marcel Krasický, Dílo – podnik Českého fondu výtvarných umění, Olomouc
- 1998 – Marcel Krasický: Obrazy, Zámek Přerov, Přerov

### Společné (výběr)
- 1951 – Členská výstava Krajského střediska Svazu československých výtvarných umělců v Olomouci, Dům umění, Olomouc
- 1953 – Členská výstava Krajského střediska Svazu československých výtvarných umělců v Olomouci, Dům umění, Olomouc
- 1958 – Členská výstava obrazů, grafiky, soch, užitého umění a architektury, Dům umění, Olomouc
- 1960 – 15 let výtvarného umění v Olomouckém kraji, Dům umění, Olomouc
- 1971 – Výtvarné umění Olomoucka 1921–1971: Výstava k 50. výročí KSČ, Dům umění

## Obrazy v majetku českých galerií (výběr)
- Muzeum umění Olomouc
  - U přehrady, olej, plátno, lepenka (nedatováno)[11]
- Muzeum města Brna
  - Stařec v červenozeleném turbanu, olej, dřevo[11]
- Památník národního písemnictví
  - Ex libris Ludmily Konečné, zinkografie, papír (1932)[11]
- Národní galerie v Praze
  - 23 blíže nespecifikovaných děl
- Moravská galerie v Brně
  - Ex libris Ludmily Konečné, zinkografie, papír (1932)
  - Kniha Jindřicha Spáčila, zinkografie, papír (1926)
  - Ex libris Maryčka Spáčilová, zinkografie, papír (1926)
  - Ex libris Ludmily Konečné, zinkografie, papír (1932)
  - Jindřich Spáčil, zinkografie, papír (nedatováno)
  - Maryčka Spáčilová, zinkografie, papír (nedatováno)